# Roy Chiao
Roy Chiao est un acteur hongkongais né le 16 mars 1927 à Shanghai et mort le 14 avril 1999 à Seattle.

## Biographie
Roy Chiao a tourné une centaine de films.
Il effectue le début de sa carrière au sein de la compagnie MP&Gi, où il a joué plusieurs rôles principaux, donnant la réplique aux vedettes féminines du studio.
Il est apparu accessoirement dans Le Jeu de la mort, dans des scènes tournées après la mort de Bruce Lee. Pour le public amateur de films d'aventures archéologiques, sa prestation la plus marquante reste son rôle du cruel Lao Che dans Indiana Jones et le Temple maudit, aux côtés de Harrison Ford et Kate Capshaw.

## Filmographie
- 1959 : Air Hostess : un séduisant pilote
- 1959 : Visa pour Hong Kong : Johnny Sing-Up
- 1960: Miss Secretary
- 1960: Sister Long Legs
- 1960: The Iron Fist
- 1962 : Ladies First (film, 1962) : Wang Shu
- 1967 : Five Golden Dragons : Inspecteur Chiao
- 1969 : L'Arche : Capitaine Yang
- 1971 : A Touch of Zen : Hui Yuan
- 1972 : Cheating in Panorama
- 1973 : Opération Dragon : le moine shaolin
- 1973 : L'Auberge du printemps : Tsao Yu-kun
- 1973: The Call Girls
- 1974 : L'Aventurière de Hong Kong : Lin Toa
- 1974 : Golden Needles
- 1974 : Games Gamblers Play
- 1974 : Once Upon a Mirage
- 1975 : Pirates et Guerriers : Yu Da-you
- 1975 : Ultime Message : Cheng Ming
- 1977 : Opération Foxboat : Dr Vod
- 1978 : Le Jeu de la mort : Henry Lo
- 1978 : Enter the Fat Dragon
- 1980 : Chang contre le Dragon blanc
- 1981 : Le Jeu de la mort 2 : le moine shaolin[1]
- 1984 : Indiana Jones et le Temple maudit : Lao Che
- 1985 : Le Retour du Chinois : Harold Ko
- 1985 : First Mission : le propriétaire du restaurant
- 1986 : Rien ne sert de mourir : le professeur
- 1986 : Chocolate Inspector
- 1986 : Une flic de choc : un magistrat
- 1988 : Bloodsport : Senzo Tanaka
- 1988 : Dragons Forever : le juge Lo Chung-Wai
- 1989 : Shadow of China : Lee Hok Chow
- 1991 : Bamboo in Winter : le père
- 1992 : A Kid from Tibet
- 1992 : Cageman
- 1994 : Treasure Hunt
- 1995 : Neige d'été : Lin Sun
- 1995 : Mr. X : Roy
- 1997 : All's Well, Ends Well 1997 : M. Lo